# Miss Piggy
Miss Piggy is een Muppet-personage.
Het vrouwelijke varken Piggy begon als personage in de televisieserie The Muppet Show. In de begintijd had ze nog geen vaste speler: ze werd beurtelings gespeeld door Frank Oz en Richard Hunt. Toen ze een prominentere rol kreeg, nam Oz de rol geheel op zich en hij maakte van Miss Piggy een van de populairste en belangrijkste Muppets. Sinds de jaren 2000 speelt Eric Jacobson de pop.
Miss Piggy is een varken dat er absoluut van overtuigd is dat ze bestemd is om een grote ster te worden, en niets in haar weg zal staan. Ze ziet zichzelf als dé grote ster, en iedereen die dit in haar ogen ook maar even ondermijnt moet het ontgelden. Ze is vrij egocentrisch en zodra iets haar niet bevalt haalt ze uit voor een karateklap of -trap. Piggy heeft een gezelschapsdiertje waar ze zeer gehecht aan is: de poedel Foo-Foo.
Heimelijk is ze verliefd op Kermit de Kikker, die hier echter niets van moet weten. In de film The Muppets Take Manhattan veranderen de karakters van de twee en trouwen ze uiteindelijk.
Haar volledige naam luidt Piggy Lee, naar jazzzangeres Peggy Lee.

## Trivia
- Miss Piggy wordt sinds de 14e editie ook geaccepteerd als woord in de Grote Van Dale, die sinds deze druk een toevoeging met allusies kent.[1]
- Miss Piggy speelde in 2011 een gastrol in So Random!.
- De Nederlandse stem van Miss Piggy is Reinder van der Naalt in The Muppets, Muppets Most Wanted, Muppets Now en Muppets Haunted Mansion die tevens de stem is van Fozzie Beer.
- Miss Piggy speelde in 2021 een gastrol RuPaul's Drag Race All Stars seizoen 6